# Sakura Motoki
Sakura Motoki (jap. 元木咲良 Motoki Sakura; ur. 20 lutego 2002) – japońska zapaśniczka walcząca w stylu wolnym. Złota medalistka olimpijska z Paryża 2024 w kategorii 62 kg. 
Srebrna medalistka mistrzostw świata w 2023 i brązowa w 2022. Wicemistrzyni Azji w 2024. Mistrzyni świata juniorów w 2022 i Azji kadetów w 2018 roku.
Jej ojciec Yasutoshi Motoki, także był zapaśnikiem i olimpijczykiem z Sydeny 2000.